# Trezzo Tinella
Trezzo Tinella (piemontiul: Trés Tinela) település Olaszországban, Piemont régióban, Cuneo megyében. Lakosainak száma 294 fő (2023. január 1.). Trezzo Tinella Alba, Borgomale, Castino, Neviglie, Treiso és Mango községekkel határos.

## Népesség
A település lakossága az elmúlt években az alábbi módon változott:
| Lakosok száma | 320  | 317  | 294  |
|               | 2017 | 2018 | 2023 |